# 山姆·埃利奧特
山謬·派克·“山姆”·埃利奥特（英語：Samuel Pack "Sam" Elliott，1944年8月9日—）是一名美國男演員，他經常扮演西部牛仔或農場主的角色，如《幽靈車神》的卡特·史雷。2018年，他憑著《一個巨星的誕生》獲奥斯卡最佳男配角獎和美國演員工會獎最佳男配角提名。